# Kizílivka
Kizílivka (en (ucraïnès): Кизилівка) és un poble de la República Autònoma de Crimea a Ucraïna, que el 2014 tenia 76 habitants. Pertany al districte de Bilogorsk.